# 文字パズル ことだまーる★
『文字パズル ことだまーる★』（もじぱずる ことだまーる）は、シルバースタージャパンから2014年1月29日に配信開始されたニンテンドー3DS用ゲームソフト。

## 概要
盤面に並べられた「コトだま」と呼ばれる平仮名を並べ替えて言葉を作るパズルゲーム。縦か横に3文字以上の単語を成立させたらその単語のコトだまが水色からオレンジ色に変化する。大文字・小文字は共通。一つでも単語を成立させたら右下のボタンで「こうげき」を行える。これは作中世界で「コトダマホー」と呼ばれている。一度に多くの単語を作ったり、4文字以上の長い単語を作ることでスコアは上乗せされていく。
また、パズルにはボーナスワードが設定されており、パズルの上部にそのヒントが表示されている。その言葉を揃えると通常よりも多くスコアを獲得できる。ボーナスワードは盤面を新しくするたびに変わる。

### ストーリーモード
ストーリーに沿って敵キャラクターをコトダマホー勝負をしていくモード。使用キャラクターはコトマルかコトネのみ選択できる。相手キャラクターとの掛け合いデモの後、コトダマホー勝負となる。
「こうげき」によって相手にダメージを与えて行き、HPゲージを0にしたらステージクリアとなる。背面の本のような形をしたタイムゲージが0になると相手の攻撃となり、自分がダメージを受ける。自分のHPゲージが0になると敗北となる。
HPゲージとは別に、必殺ゲージがあり、MAXになると「ひっさつ」ボタンが表示される。これをタッチすることで必殺技を発動でき、相手にダメージを与えつつタイムゲージを全回復させることができる。相手の必殺ゲージは攻撃時の攻撃回数を示している。ダメージを与えることで減少していき、相手の必殺ゲージを0にすると「クリティカル」が発動し、追加でダメージを与えられる。

### エンドレスモード
1人でコトダマホーを次々と行っていくモード。使用キャラクターはコトマル・コトネ及び、ストーリーモードで評価B以上で勝利した相手から好きなキャラクターを選択できる。
必殺ゲージは無し。タイムゲージはストーリーモードと共通で、「こうげき」をすることで回復する。「こうげき」を1回行うごとにレベルが1上昇し、レベルが上がるごとに減少速度が速くなっていく。タイムゲージが0になった時点でゲーム終了となる。
このモードでのハイスコアをインターネットランキングに登録でき、上位100位までを閲覧することが可能である。

## 登場キャラクター
コトマル
声 - 間宮智明
ストーリーモードの男性主人公。最強を目指している少年。バウから「弱肉強食」を野生の掟として教え込まれ、好んで使用している。彼を主人公にした場合、最強の称号である「コトダマオー」を目指して旅に出ることになる。
コトネ
声 - 三角ゆい
ストーリーモードの女性主人公。コトマルの妹。コトマルと同じく「弱肉強食」をバウから教わっているが、大好きな甘いもののことを考えすぎであることをバウから指摘されている。彼女を主人公にした場合、最強のお菓子を手に入れるために旅に出ることを決意する。
バウ
声 - 佐藤慧
コトマルとコトネの育ての親。かつては「赤き魔狼」という魔獣だったが、ある人間によって杖に封印されたと言う。コトマルやコトネは「父の形見」として決して手放そうとしない。ストーリーモードをコンティニュー無しでクリアすることで、一時的に封印を解いたバウと対戦することができる。
アラン
声 - 三角ゆい
コトダマホーの才能がある、わがまなな性格の少年。頭の上に黒猫をのせている。常に棒付きキャンディをなめながら話す。貴族の息子であるため、金でバウを買おうとするが主人公に断られたため、コトダマホー勝負を仕掛ける。
ピヨノスケ
声 - 嵩馬美歩
侍の姿をしたひよこ。2本の刀を携帯している。侍としての誇りが高く、それをバカにされると激しく怒る。バウが喋るのを主人公の腹話術だと思い込み、アランへの見世物としようとする。
アルフレッド
声 - 佐藤慧
アランの教育係を務める男性。尊大な話し方をする。バウのことをアランの教育の邪魔になると判断し、排除しようとする。コトダマホー勝負で負かせると、アランの屋敷への道を教えてくれるが、言葉が主人公たちにとって難解だったため理解できなかった。
アンジェラ
声 - 嵩馬美歩
金髪のツインテールと黒のドレスが特徴的な少女。貴族の娘でコトダマホーの腕は一流。可愛いものを集めた「キューティーランド」を設立するのが夢。バウのことを可愛いと気に入り、手に入れるためにコトダマホー勝負を仕掛けてくる。
ブルー
声 - 綾瀬マリア
アンジェラに仕えているメイド。小鬼の少年だが、アンジェラにコトダマホー勝負に負けたことでメイドの格好をさせられている。基本的におどおどとしているが、女の子扱いされると怒る。
ハナビ
声 - 綾瀬マリア
アンジェラに仕えているメイド。ブルーの姉の小鬼。直情的で竹を割ったような性格。ブルー同様、アンジェラににコトダマホー勝負で負けたためメイドをしている。アンジェラに憧れている。
エリザベータ
声 - 佐藤慧
アンジェラの屋敷で用心棒をしているぬいぐるみ。アンジェラの魔法で動かしている。コトダマホー勝負で負かせると魔力切れとなり動かなくなる。
たなかサン
声 - 間宮智明
森の中にいる、青いゼリー状の身体をした生き物。言葉を話せるものの、非常に断片的であるため何を考えているのかよくわからない。
バーバ・ヤーガ
声 - 三角ゆい
現在のコトダマオーの称号を得ている女性。月や星をあしらったアクセサリーを身につけている。多忙のためいつも眠そうにしており、自分の髪の毛に魔法をかけて背もたれにしている。